# Telese Terme
Termas de Telesia (en italiano: Telese Terme), llamado simplemente Telesia (en italiano: Telese) hasta 1991, es un municipio situado en el territorio de la provincia de Benevento, en la Campania (Italia). Está localizado en el valle del río Calor, bien conocido por sus cálidas primaveras.

## Historia de Telesia
Telesia era una antigua ciudad samnita conocida como Telesia. La ciudad fue capturada por Aníbal en 217 a. C.; más tarde, Escipión fundó una colonia romana allí. 
Habiendo caído en decadencia después de la Guerra Gótica, fue conquistada por los Lombardos, llegando a formar parte del Ducado de Benevento. La ciudad fue destruida en los años 847 y 860 por los Sarracenos, y de nuevo en el siglo XI, durante la guerra entre Roger II de Sicilia y los condados normandos del sur de la península itálica. 
Una nueva Telesia fue reconstruida, sin embargo quedó otra vez en ruinas como consecuencia de un terremoto ocurrido en 1349.
En 1883, después de la unificación italiana, se construyeron unos baños termales, de los que deriva el actual nombre de la ciudad. Telesia se constituyó en municipio independiente en 1934.

## Demografía
| Gráfica de evolución demográfica de Telese Terme entre 1861 y 2001 |
|                                                                    |
| Fuente ISTAT - elaboración gráfica de Wikipedia                    |